# Rennick Basin
Koordinaten: 69° 50′ S, 161° 0′ O
Das Rennick Basin (englisch; zuvor bekannt als Rennick Trough) ist ein 900 m liegendes Seebecken vor der Oates-Küste des ostantarktischen Viktorialands. Es befindet sich mit nord-südlicher Ausrichtung im Mündungsgebiet des Rennick-Gletschers in die Rennick Bay.
Die heutige Benennung etablierte sich seit Mitte der 1980er Jahre und ist seit dem 15. November 2006 durch das New Zealand Antarctic Place-Names Committee akzeptiert. Namensgeber ist wie bei den benachbarten geografischen Objekten Henry Edward de Parny Rennick (1881–1914), Schiffsoffizier auf der Terra Nova bei der nach dieser benannten Expedition (1910–1913) unter der Leitung des britischen Polarforschers Robert Falcon Scott.